# Арагон
Араго́н (ісп. Aragón, [aɾaˈɣon]; кат. Aragó, [əɾəˈɣo]; араг. Aragón) — іспанське автономне співтовариство. Розташовано на півночі Іспанії і межує з Францією і автономними співтовариствами Кастилія—Ла-Манча, Кастилія і Леон, Каталонія, Ла-Ріоха, Наварра і Валенсія. Днем Арагона є 23 квітня — день Святого Георгія (ісп. San Jorge), заступника регіону.

## Демографія
Згідно з переписом 1991 року в Арагоні було 1,18 млн чол., тобто 2,95% від чисельності населення країни. Щільність населення становила 25,2 чол./км².
У 2005 році чисельність населення зросла до 1,27 млн чол. Це означає, що майже половина населення Арагона проживає в Сарагосі.

### Мовна ситуація
Більшість жителів Арагона говорять кастильською (іспанською) мовою, яка є офіційною. У деяких районах регіону живуть носії арагонської і каталанської мов.
Кастильська є офіційною мовою і поширена на всій території регіону. Місцева кастильська має відмінні риси, обумовлені впливом арагонської мови.
Арагонською мовою говорять в невеликих населених пунктах в провінції Уеска. Загальне число носіїв — близько 12 000.
Каталанською мовою говорять у деяких районах (комарках) на сході Арагона, у так званій Західній смузі.

## Географія
Площа Арагона становить 47 719 км² (четвертий регіон Іспанії за площею після Андалусії, Кастилії—Ла-Манча і Кастилії і Леона), з яких 17 274 км² припадає на Сарагосу, 15 636 км² на Уеску і 14 808 км² на Теруель.

### Рельєф
В арагонських Піренеях знаходяться одні з найвищих гір цієї системи, що відокремлює Іспанію від Франції, найзначнішими серед них є: Ането (3 404 м), Монте Пердідо (3 355 м), Пердігеро (3 221 м), Котьєлья (2 912 м). В Піренеях знаходиться Національний парк Ордеса і Монте Пердідо.

### Клімат

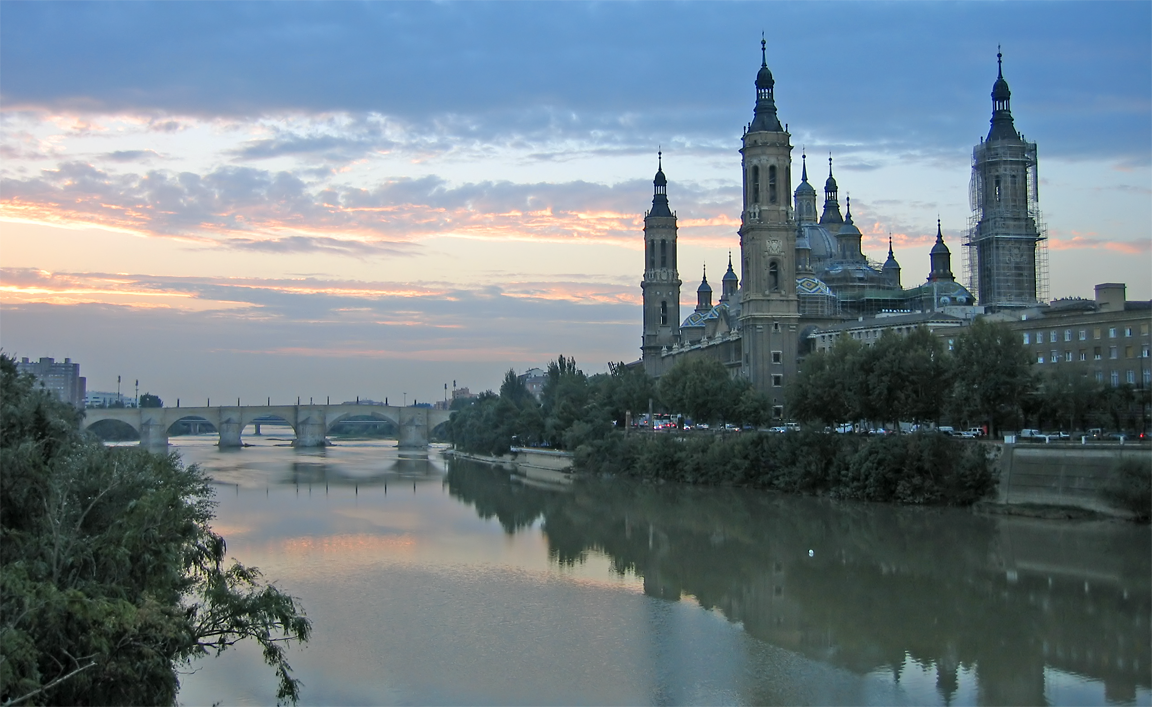
Ебро в Сарагосі

Хоча, у цілому, клімат Арагона можна віднести до проміжного між середземноморським і континентальним, на території Арагона існує велика кількість місць з різним мікрокліматом, що обумовлене орографією регіону. Середні температури залежать від висоти. У долині Ебро зими — відносно м'які, а влітку температура може досягати 40 °C. У гірських районах зими значно довші, а середні температури на 10 °C нижчі, ніж в долині.

### Водні ресурси
Більшість арагонських річок є притоками Ебро, найбагатоводнішої річки Іспанії, яка ділить регіон на дві частини.
У руслі Ебро, поблизу від кордону з Каталонією, розташоване Мекіненське водосховище (ісп. Embalse de Mequinenza, 1 530 гм³, довжина — 110 км). Відоме в народі як «Арагонське море» (ісп. Mar de Aragón).
У Піренеях розташовані невеликі гірські озера, які називаються ібонами. Ці озера утворилися під час останнього обледеніння і зазвичай розташовані на висоті понад 2 000 метрів.

## Історія
Див.: Історія Арагонського королівства.
У VIII столітті Арагон був завойований арабами, у IX столітті — франками і включений до складу Іспанської марки. У ході реконкісти Арагон перетворюється на королівство (XI століття), яке у XII столітті приєднує Каталонію, у XIII столітті — Сицилію, у XIV столітті — Сардинію, у XV столітті — Неаполь. У XV столітті в Арагоні відбувається низка селянських повстань, жорстоко придушених. В 1479 році Арагон об'єднується з Кастилією, чим покладено початок створенню єдиної іспанської держави.

## Культура

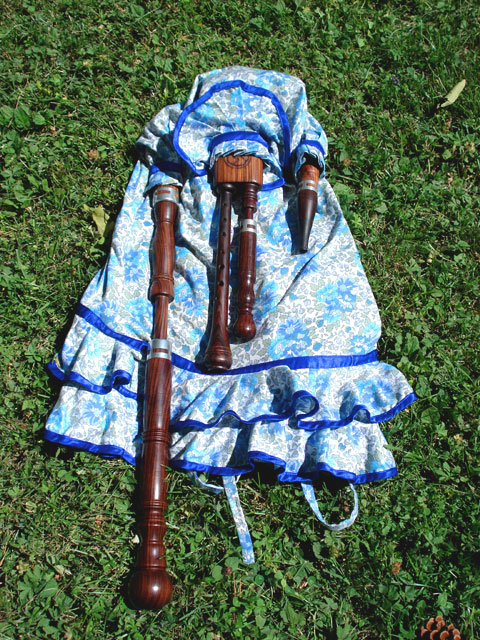
Арагонська волинка

Народним танцем арагонців є енергійна і весела хота. Танок рясніє рухами і стрибками. У арагонській музиці традиційно використовуються такі інструменти як чікотен, чіфло (флейта), гайта де бото (волинка), дульсайна і акордеон.
У деяких районах виконується танок з мечами, що імітує бій між маврами і християнами.